# Pau Clavero
Pau Clavero és un fotògraf i youtuber català que en 2019 va guanyar un premi al Zoom Festival Internacional de Ficció Televisiva d'Igualada.